# Nigar Hatun
Nigar Hatun (asi 1450 – březen 1503) byla hlavní konkubínou osmanského sultána Bájezída II.

## Život
O Nigařině mládí je toho velmi málo známo. V harémové knize je uvedeno, že byla dcerou Abdullaha Vehbiho. Na její hrobce je na napsáno Hatun Nigar, dcera Abdullaha, což může znamenat, že její otec byl křesťan a konvertoval na Islám. Když byl Bayezid ještě princem, byl guvernérem provincie Amasya. Zde také porodila dceru Fatmu Sultan, poté Ayşe Sultan a nakonec prince Korkuta.
Když zemřel jeho otec Mehmed II., Bayezid se přesunul do Istanbulu společně s rodinou a usedl na trůn. Podle tureckých tradic všichni princové pracovali jako guvernéři provincií, aby byli připraveni na vládu. Jejich matky je následovaly, aby hlídaly chování svých synů a plnění si povinností guvernéra. 
V roce 1481 byl Korkut jako Selimův konkurent poslán do Manisy a poté do Anatolie a zase zpět do Manisy, stále doprovázen matkou Nigar. Po smrti jejího syna odešla Nigar do Anatolie, kde byl v roce 1513 její syn popraven Selimem. Za vše vinila samu sebe, že nezvládla svou práci. 

## Místo odpočinku
V roce 1502, rok před svou smrtí, vybudovala pro sebe hrobku v Yivliminare v Anatolii. Byla postavena z velmi levného materiálu a stěny byly velmi tenké. V roce 1961 musely proběhnout opravy, aby mauzoleum mohlo dále stát. 